# Frederick Soddy

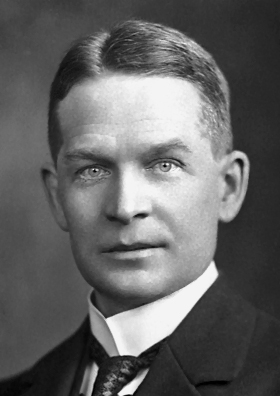
Frederick Soddy (1921)

Frederick Soddy (* 2. September 1877 in Eastbourne; † 22. September 1956 in Brighton) war ein englischer Chemiker auf dem Gebiet der Radiochemie.
Soddy war ein Schüler von Ernest Rutherford. 1921 wurde er mit dem Nobelpreis für Chemie ausgezeichnet.

## Leben und Wirken
Frederick Soddy studierte Chemie am College of Wales in Aberystwyth und der Universität Oxford. Dort arbeitete er von 1898 bis 1900. Anschließend forschte er an der McGill University in Montreal (Kanada) mit Rutherford, der die α-, β- und γ-Strahlen erforschte, über Radioaktivität. 1903 wies er gemeinsam mit Sir William Ramsay nach, dass beim Alpha-Zerfall von Radium Helium entsteht.
Von 1904 bis 1914 lehrte er an der Universität Glasgow. In dieser Zeit konnte er zeigen, dass Atome radioaktiver Elemente zwar unterschiedliche Massen, aber die gleichen chemischen Eigenschaften besitzen können. 1913 prägte er dafür den Begriff Isotop; später zeigte sich, dass auch stabile Elemente aus mehreren Isotopen bestehen können. 1914 wechselte Soddy an die Universität Aberdeen, 1919 zurück nach Oxford bis 1936.
Soddy erhielt 1921 den Nobelpreis für Chemie „für seine Beiträge zur Kenntnis der Chemie der radioaktiven Stoffe und seine Untersuchungen über das Vorkommen und die Natur der Isotope“. 1922 wurde das neu entdeckte Mineral Soddyit nach ihm benannt.

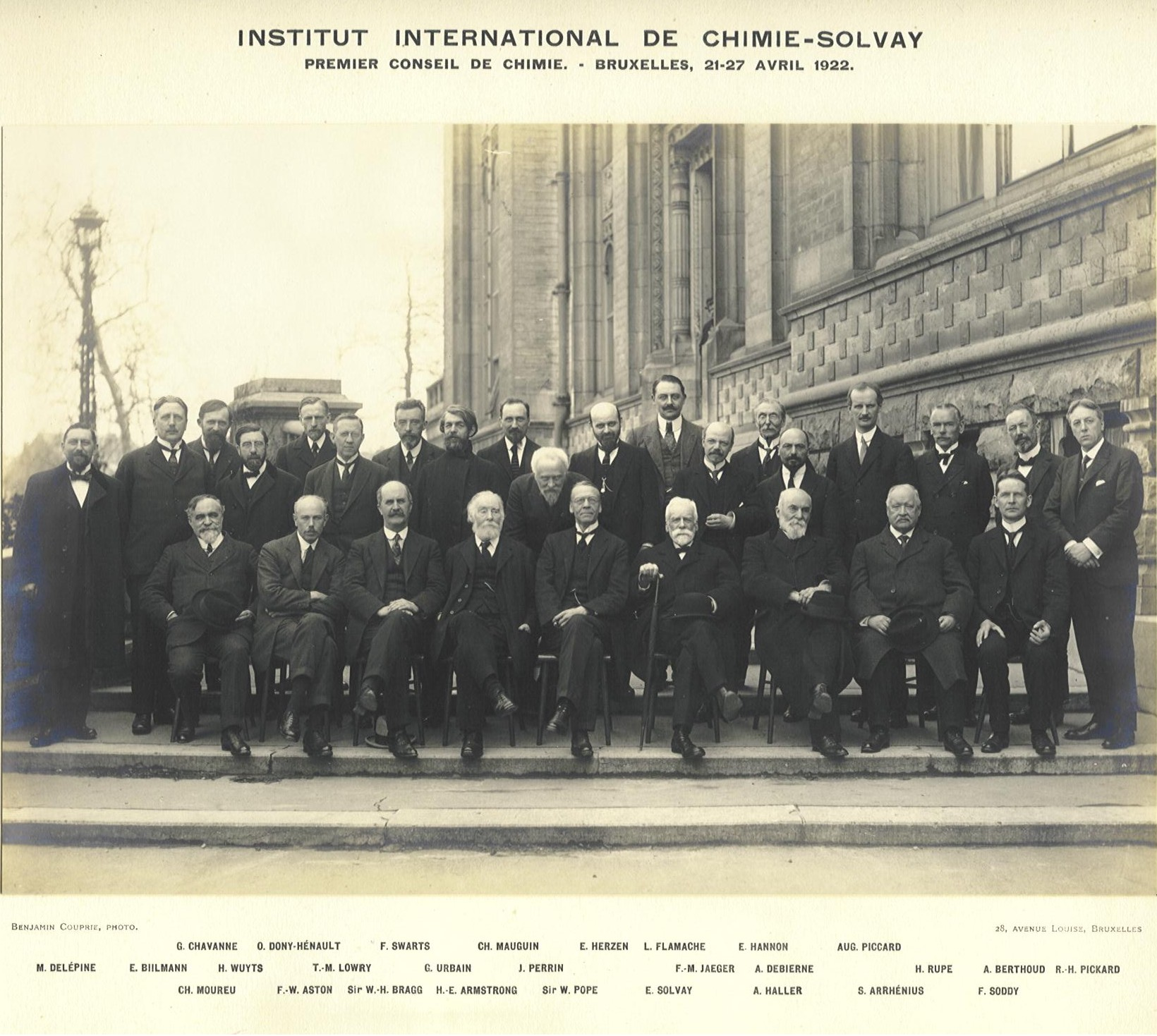
Teilnahme an der ersten Solvay-Konferenz 1922

1908 hielt Soddy eine öffentliche Vorlesungsreihe über den damaligen Erkenntnisstand zur Radioaktivität, die auch in Buchform niedergelegt wurde (The Interpretation of Radium, deutsch: Die Natur des Radiums). Dieses Buch inspirierte H. G. Wells zu seinem Roman The World Set Free (Befreite Welt).
Im Jahre 1936 entdeckte Frederick Soddy den Satz von Descartes wieder. Daher bezeichnet man die Kreise von René Descartes auch manchmal als die Soddy-Kreise, vielleicht auch weil Soddy seine Version des Satzes in Form eines Gedichts mit dem Titel The Kiss Precise veröffentlichte, das in der Zeitschrift Nature abgedruckt wurde.
Seit 1910 war er Fellow der Royal Society. 1924 wurde er als korrespondierendes Mitglied in die Russische Akademie der Wissenschaften aufgenommen. 1976 wurde der Mondkrater Soddy nach ihm benannt.

### Wirtschaft, Bankensystem
In den 1920er und 1930er Jahren beschäftigte er sich auch mit einigen Themen aus dem Bereich des Bankensystems und der Wirtschaft. Er stellte sich die Frage, warum die Naturwissenschaften und die Techniken solche Fortschritte gemacht haben, diese Fortschritte dann aber vor allem im Krieg eingesetzt wurden und auch gerade in Kriegen eine besondere Schubkraft erfahren haben. Er ging der Frage nach, warum es immer wieder Kriege gebe und stieß dabei auf einen Zusammenhang zum Bankensystem. In seinem Buch „Wealth, Virtual Wealth and Debt“ stellte er dabei drei wesentliche Probleme heraus:
- die Problematik des Giralgeldes und vor allem der Geldschöpfung der Geschäftsbanken,
- die Problematik des Zinssystems und der damit verbundene Verschuldungszwang und
- die Problematik der Geldschöpfung in der Hand privater Zentralbanken (wie die 1913 gegründete FED).

### Antisemitismus-Vorwurf
Es gibt eine Kontroverse um Soddy, innerhalb derer einige Interpreten seiner Texte ihm Antisemitismus vorwerfen. In Reichtum, virtueller Reichtum und Schuld (Wealth, Virtual Wealth and Debt), erschienen 1926, zitierte Soddy die gefälschten, Protokolle der Weisen von Zion um zu beweisen, dass es einen verbreiteten Glauben an eine „finanzielle Verschwörung, um die Welt zu versklaven“ gibt. Vor allem das Kapitel XIV unter den Überschriften "Is there a Financial Conspiracy?" und "The Real Conspiracy" gerät dabei mit folgenden Ausschnitten in den Fokus:
"Hitherto in this field of high finance, the semi-Oriental, cradled in the battleground between East and West, has been supreme. Before the development of science, the flood of mystical half-truths that inundated the Western world from this quarter had effectually subjugated it intellectually. The Westerner, in trying to assimilate and digest this exotic spiritual diet, entirely lost—and, indeed, counted it well lost—any intellectual independence. He was fascinated and hypnotised by the iridescent bubble of beliefs blown around the world by the Hebraic hierarchy, and even now, long after the lancet of science has pricked the bubble and let in the light, the alleged doings of the chosen people thousands of years ago is still considered an essential part of everyone’s education, whatever else of human story and achievement be omitted. It would be unwise to underrate the influence of a dominant force of this magnitude over people’s lives in accounting for the inversion ofscience, and it explains a great deal, otherwise unintelligible, about the terrible Victorian era. But conscious conspiracy or not, and whether one race rather than another is responsible, there can be no doubt of the fact that finance has already more than half enslaved the world and few, if any, individuals, corporations, or even nations can afford to displease the monetary power. In 1916 President Woodrow Wilson said: “A great industrial nation is controlled by its system of credit. Our system of credit is concentrated. The growth of the nation, therefore, and all our activities are in the hands of a few men. . . . We have come to be one of the worst ruled, one of the most completely controlled and dominated Governments in the civilised world— no longer a Government by free opinion, no longer a Government by conviction and the vote of the majority, but a, Government by the opinion and duress of small groups of dominant men.”
Im späteren Leben, 1939, veröffentlichte er seine Broschüre Abolish Private Money, or Drown in Debt (Privates Geld abschaffen oder in Schuld ertrinken) bei einem bekannten Verleger antisemitischer Texte in New York.

## Schriften (Auswahl)
- The Interpretation of Radium. J. Murray, London 1909 (Digitalisat)
- Wealth, Virtual Wealth and Debt. Allen & Unwin, London 1926.
- The Role of Money. George Routledge & Sons, London 1934 (Textarchiv – Internet Archive).